# Diagrammes de Haigh et de Goodman

Diagramme de Haigh et diagramme de Goodman.

Le diagramme de Haigh et le diagramme de Goodman sont des outils utilisés pour le dimensionnement en fatigue de systèmes mécaniques.

## Utilisation
Le domaine de la fatigue requiert de nombreux essais mécaniques. Même si l'on se restreint au cas d'une pièce soumise à un état de contrainte uniaxial variant de manière sinusoïdale, la durée de vie de la pièce, exprimée en nombre de cycles N, dépend des niveaux de contrainte. Ces niveaux de contrainte peuvent s'exprimer de manière équivalente par :
- les valeurs extrêmes σmin et σmax ;
- la valeur moyenne σm et l'amplitude de contrainte σa ;
- la valeur moyenne σm et l'étendue de contrainte Δσ, avec Δσ = 2σa ;
- le rapport de contrainte R et l'amplitude de contrainte σa, avec R = σmin/σmax.

Un matériau donné est habituellement caractérisé par trois batteries d'essais :
- l'essai de traction simple, qui permettent en particulier de déterminer la limite d'élasticité Re et la résistance à la traction Rm ;
- des essais de traction-compression purement alternées, à R = -1, qui permettent de tracer une courbe de Wöhler ;
- des essais pour déterminer la limite d'endurance σD (ou SaD) ; σD est la valeur de σa en dessous de laquelle la durée de vie vis-à-vis de la fatigue est réputée « infinie », ou tout du moins supérieure à la valeur de censure choisie (dix millions de cycles pour les aciers).

Divers types de sollicitations sinusoïdales.

Pour une étude appliquée, il convient de faire un essai dans les conditions se rapprochant le plus des conditions de mise en service de la pièce. On effectue pour cela des essais de traction-compression pour un rapport de contrainte R se rapprochant des conditions réelles. Mais ces essais demandent un grand nombre d'éprouvettes et durent longtemps, ce qui pose des problèmes de coût et de délais.
L'accumulation de données et d'essais sur les matériaux métalliques, en particulier les aciers et les alliages d'aluminium, ont permis de déterminer une relation
σD = ƒ(σm).
Pour des classes de matériaux bien connus, cette loi peut être déterminée à partir de deux essais de base à R = 1 (traction simple) et R = -1. Graphiquement, cela se représente soit par le diagramme de Haigh, soit par le diagramme de Goodman.

## Présentation des diagrammes

Placement d'un cas particulier sur un diagramme de Haigh ou de Goodman.

Considérons un essai à un R et un σa donné. On a :
{\displaystyle \mathrm {R} ={\frac {\sigma _{\min }}{\sigma _{\max }}}={\frac {\sigma _{\mathrm {m} }-\sigma _{\mathrm {a} }}{\sigma _{\mathrm {m} }+\sigma _{\mathrm {a} }}}}
d'où
{\displaystyle \sigma _{\mathrm {m} }=\sigma _{\mathrm {a} }{\frac {1+\mathrm {R} }{1-\mathrm {R} }}}
donc, lorsque l'on trouve la limite d'endurance σD(R) — qui est une valeur particulière de σa —, on peut en déduire la valeur σm correspondante.
On utilise alors :
- le diagramme de Haigh, sur lequel la sollicitation est représentée par un point (σm, σa) ;
- le diagramme de Goodman, sur lequel la sollicitation est représentée par un segment de droite joignant les points (σm, σmin) et (σm, σmax), soit [(σm, σm - σa) ; (σm, σm + σa)].

Sur ces diagrammes, on peut tracer les cas limite σa = σD(R).
Ainsi, si l'on est dans un cas donné (σm = a ; σa = b),
- on place le point (a ; b) dans le diagramme de Haigh ; si ce point est dans la zone de validation, alors on considère que la conception est validée, que la pièce va résister ;
- on place le segment [(a ; a - b) ; (a ; a + b)] — segment centré sur le point (a ; a) — ; si le segment est  l'intérieur de la zone de validation, alors on considère que la conception est validée, que la pièce va résister.

## Diagrammes simplifiés

Diagramme de Haigh simplifié.

Pour le diagramme de Haigh, on a une courbe limite passant par les points
- (0 ; σD(R = -1)), cas de l'essai purement alterné, et
- (Rm ; 0), cas de l'essai de traction simple.

On peut modéliser cette courbe limite par :
- la droite de Goodman :
 σa = σD(R = -1)×(1 - σm/Rm) ;
- la droite de Soderberg, qui est un cas plus prudent, « sévérisé », où l'on se limite à la limite d'élasticité Re :
 σa = σD(R = -1)×(1 - σm/Re) ;
- la parabole de Gerber : 
 σa = σD(R = -1)×(1 - (σm/Rm)2) ;
- la méthode VDI : c'est un domaine bilinéaire, avec un segment de droite [(0 ; σD(R = -1)) ; (Rm - σD(R = -1)/2 ; σD(R = -1)/2)], et un segment de droite [(Rm - σD(R = -1)/2 ; σD(R = -1)/2) ; (Rm ; 0)].

Pour les aciers, on utilise en général
- la droite de Goodman si Rm > 1 300 MPa ;
- la parabole de Gerber si Rm < 1 200 MPa.

Pour le diagramme de Goodman, on a deux courbes, passant toutes les deux par le point (Rm ; Rm). L'arc du haut passe par le point (0 ; σD(R = -1)), l'arc du bas passe par le point (0 ; -σD(R = -1)).
On utilise fréquemment la simplification de Goodman_Smith, dans laquelle chaque arc est remplacé par une loi bilinéaire :
- on place le point (Re ; Re), et les droites joignant le point (Rm ; Rm) aux points (0 ; σD(R = -1)), et (0 ; -σD(R = -1)) ;
- on trace un segment horizontal partant du point (Re ; Re) et s'arrêtant sur la droite du haut, appelons ce point d'intersection A ;
- on reporte le point d'intersection ainsi déterminé sur la droite du bas (point ayant la même abscisse), on appelle ce point B ;
- on a donc une ligne brisée [(0 ; σD(R = -1)) ; A ; (Re ; Re)], et une autre [(0 ; -σD(R = -1)) ; B ; (Re ; Re)], qui forment la frontière de Goodman-Smith.